# Chierici regolari di Somasca

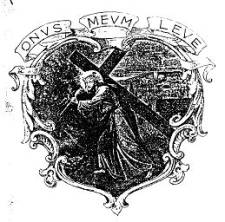
Lo stemma dell'ordine reca l'immagine di Gesù, caricato della croce, che sale al Calvario e il motto Onus meum leve (il mio carico è leggero, Mt 11,30)

I chierici regolari di Somasca (in latino Ordo Clericorum Regularium a Somascha) sono un istituto religioso maschile di diritto pontificio: i membri di quest'ordine di chierici regolari, detti comunemente somaschi, pospongono al loro nome la sigla C.R.S.
L'ordine venne fondato come "Compagnia dei servi dei poveri" da san Girolamo Emiliani verso il 1534 per l'esercizio della carità verso gli orfani e le donne traviate: venne approvato da papa Paolo III nel 1540 ed elevato ad ordine regolare da papa Pio V il 6 dicembre 1568 (breve papale Ex iniuncto nobis).
Presero il soprannome di "somaschi" dalla località dove essi, agli inizi, ebbero il centro della loro attività.
I somaschi si dedicano prevalentemente all'istruzione e all'educazione cristiana della gioventù.

## Storia

### Il fondatore

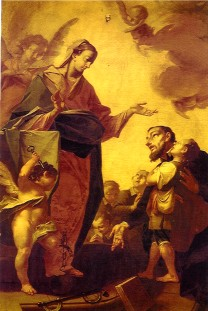
San Gerolamo Emiliani in un dipinto di Carlo Innocenzo Carloni

Girolamo Emiliani (1486-1537) nacque a Venezia da Angelo, membro del senato, e da Eleonora Morosini: nel 1506 venne ascritto alla nobiltà veneziana e nel 1510 gli fu conferita la patente di notaio.
Prese parte a numerosi fatti d'arme per conto della Serenissima. Nel corso della guerra della Lega di Cambrai ebbe il grado di capitano e provveditore dell'esercito e guidò la difesa del castello di Quero, ma venne catturato dagli austriaci e imprigionato per oltre un mese.
Durante la prigionia ebbe modo di riflettere sulla natura della condizione umana: venne liberato il 27 settembre 1511 (secondo la tradizione agiografica miracolosamente, grazie all'intercessione della Vergine).
Nel 1528 aprì un ospizio per accogliere gli orfani derelitti presso la chiesa veneziana di San Basilio; iniziò a dedicarsi anche all'assistenza agli ammalati presso l'ospedale degli incurabili, dove conobbe Gaetano di Thiene che lo mise in contatto con l'oratorio del Divino Amore di Roma.

### La nascita dell'ordine

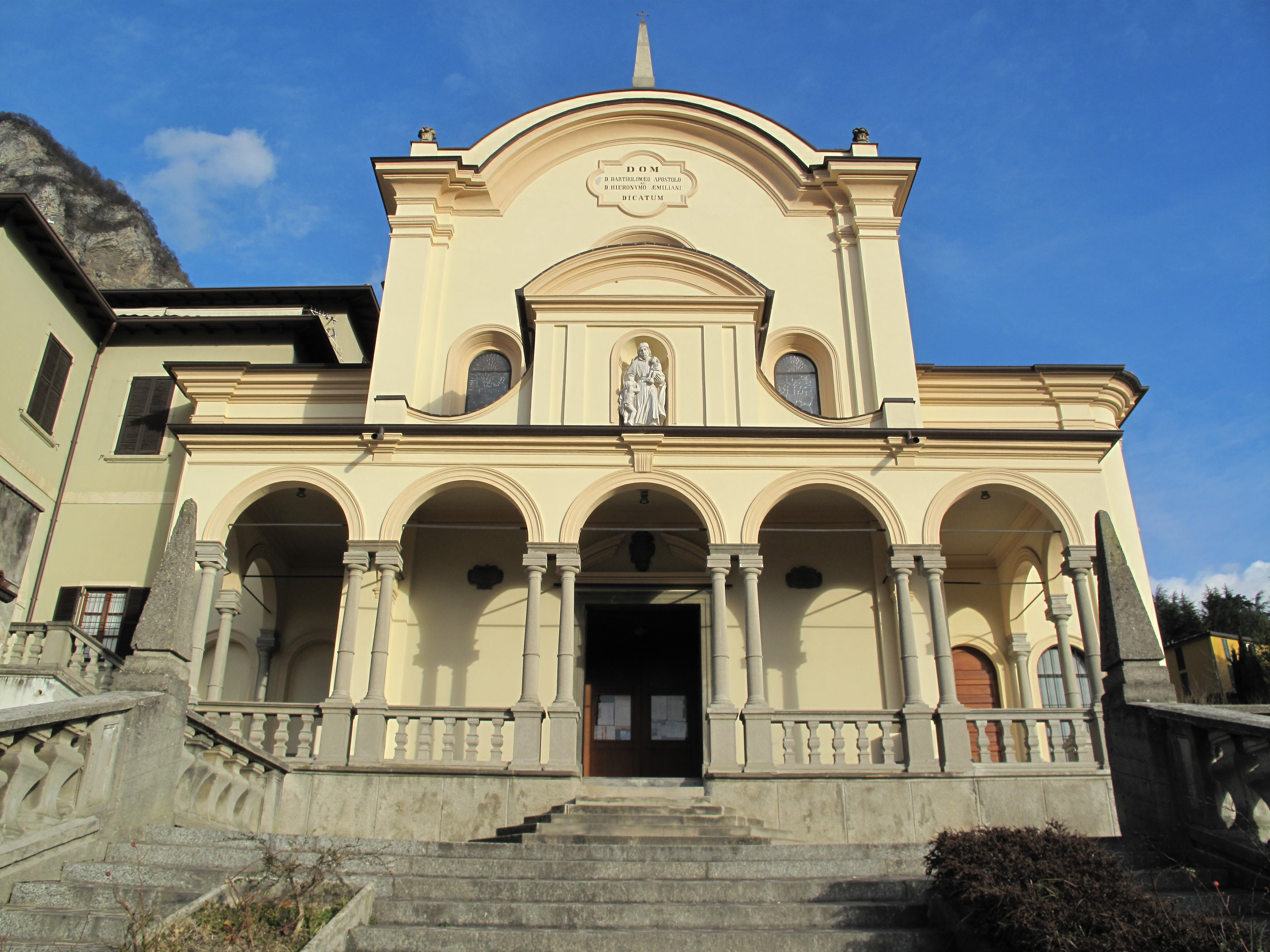
Il santuario di San Girolamo Emiliani, casa madre dell'ordine

Attorno a Girolamo si raccolsero presto numerosi sacerdoti collaboratori e la comunità, detta inizialmente Compagnia dei servi dei poveri, venne approvata dal cardinale Girolamo Aleandro, nella sua veste di nunzio papale, il 1º settembre 1535. Le finalità originarie della compagnia erano l'assistenza agli orfani e alle traviate, ma l'opera a favore delle prostitute venne presto abbandonata.
Il primo riconoscimento pontificio giunse da parte di papa Paolo III il 6 giugno 1540 con il breve Ex iniuncto e il 6 dicembre 1568, con il breve Ex iniuncto nobis papa Pio V concesse l'approvazione definitiva alla compagnia che venne elevata da congregazione a ordine regolare.
I religiosi dell'ordine erano chiamati chierici regolari di San Maiolo, dal nome del loro collegio di Pavia, o chierici regolari di Somasca, località presso Vercurago affidata all'Emiliani dall'arcivescovo Carlo Borromeo nel 1566 e divenuta centro dell'opera dell'ordine.
All'opera di assistenza materiale agli orfani si aggiunsero presto delle nuove attività, l'insegnamento nei seminari e, soprattutto, l'istruzione dei giovani dell'aristocrazia. L'appoggio economico della nobiltà favorì una rapida diffusione dell'ordine in varie località italiane: mentre nel 1568 esistevano 24 comunità di somaschi, nel 1595 erano già 41.
Il fondatore non lasciò regole scritte, ma le sue istruzioni vennero codificate dai suoi discepoli, specialmente da Angiol Marco Gambarana, che redassero il Liber constitutionum, approvato da papa Urbano VIII con la bolla Sacrosantum apostolatus officium del 5 maggio 1626.

### Decadenza e rinascita
Nel corso dei primi secoli della loro storia i somaschi vennero più volte uniti ad altri ordini religiosi: tra il 1546 e il 1555 ai teatini; nel 1566 ai preti riformati di Santa Maria Piccola di Tortona; nel 1612 ai preti del Buon Gesù di Ravenna e infine, tra il 1616 e il 1647, ai preti della dottrina cristiana di Avignone.
Nel 1769, con la soppressione dei piccoli conventi decretata dalla Repubblica di Venezia, iniziò un lungo periodo di crisi per l'ordine: alle soppressioni venete seguirono quelle volute da Giuseppe II e da Napoleone e le leggi eversive italiane del 1866 e 1867.
L'ordine iniziò a riprendersi nel 1925, quando vennero aperte le prime nuove scuole apostoliche.
Tra i membri illustri dell'ordine figurano il librettista Carlo Innocenzo Frugoni, lo storico Primo Luigi Tatti e i filosofi Jacopo Stellini e Francesco Soave (maestro del Manzoni).

## Spiritualità

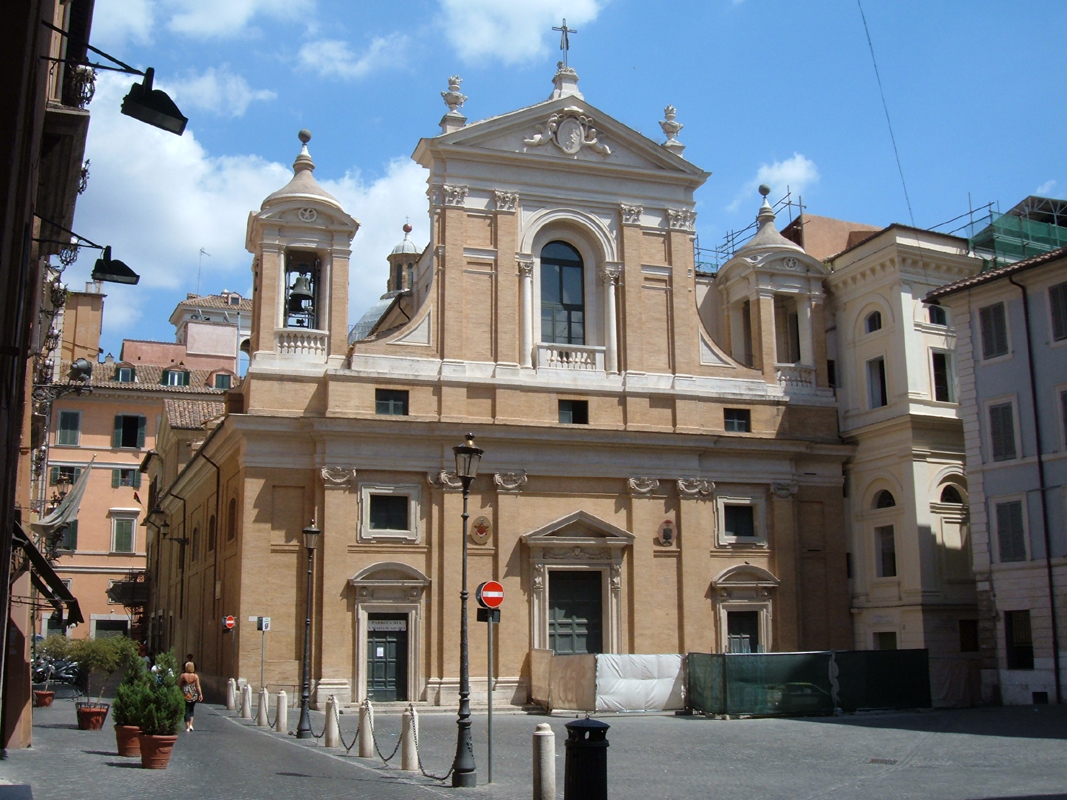
La chiesa di Santa Maria in Aquiro, dove è custodita l'immagine della Mater Orphanorum

Girolamo Emiliani venne beatificato il 22 settembre 1747 da papa Benedetto XIV e proclamato santo da papa Clemente XIII il 12 ottobre 1767. Papa Pio XI, il 14 marzo 1928, lo ha dichiarato patrono universale degli orfani e della gioventù abbandonata.
È tipica dei somaschi la devozione a Maria invocata con il titolo di Mater Orphanorum e venerata, fra le tante, a Somasca, nella cappella intitolata a Maria Mater Orphanorum e presso la chiesa di Santa Maria in Aquiro (sia pur che questa Chiesa non è ad essa intitolata): il suo culto venne approvato da papa Benedetto XV che stabilì che la sua festa venisse celebrata il 27 settembre, anniversario della liberazione di san Girolamo Emiliani.
Sono importanti anche la devozione ai santi angeli custodi, ai quali erano dedicate molte delle prime chiese somasche in linea con il pensiero del fondatore che sempre li pregava e li invocava, e quella per sant'Orsola e san Carlo Borromeo.

## Attività
I somaschi si dedicano principalmente all'istruzione e all'educazione cristiana della gioventù, in particolare degli orfani e degli abbandonati; curano anche il ministero parrocchiale e, più in generale, persone bisognose ed in difficoltà.
Tra gli allievi dei somaschi si ricordano Alessandro Manzoni che studiò nei collegi dell'ordine di Merate e Lugano, Apostolo Zeno a Venezia, Luigi Guanella e Giovanni Battista Scalabrini nel pontificio Collegio Gallio di Como, Bartolomeo Pacca e Luigi Cagnola nel collegio Clementino di Roma, Giovanni Ferro nel collegio di Casale Monferrato.
Anche Maria Vittoria De Fornari Strata, fondatrice delle monache turchine, e Teresa Eustochio Verzeri, fondatrice delle suore figlie del Sacro Cuore di Gesù, erano sotto la direzione spirituale dei somaschi.

## L'abito
Le regole originali prescrivevano per la confezione dell'abito dei religiosi l'uso della lana e il colore nero, anche per la biancheria. L'abito consisteva in una tonaca cucita sulla parte anteriore, il pallio e un berretto di feltro quadrato (il pileo); per i fratelli laici l'abito era il medesimo, ma più corto, e come copricapo era previsto il galero. Pur non essendo previsto dalle norme, era pratica comune portare la corona del Rosario alla cintura.
Molte prescrizioni relative all'abbigliamento sono cadute nel 1927 e altre ancora nel 1957; nel 1969 si imponeva ai somaschi solo l'uso della talare con fascia in vita e colletto, ma fuori dalle case i religiosi potevano indossare gli abiti del clero secolare. Gli statuti del 1981 si limitano a indicare l'uso di un abbigliamento povero e decoroso.Nel 2017 le Costituzioni e Regole riviste ed approvate indicano come abito la veste talare con la fascia.

## Diffusione
I somaschi sono presenti in Europa (Italia, Polonia, Albania, Romania, Spagna), nelle Americhe (Brasile, Colombia, El Salvador, Guatemala, Honduras, Messico, Stati Uniti), in Africa (Mozambico e Nigeria) e in Asia (Filippine, India, Indonesia, Vietnam).
Il preposito generale dell'ordine risiede a Casal Morena, presso Roma. Alla fine del 2008 l'Ordine contava 91 case e 463 religiosi, dei quali 338 sacerdoti.